# Teenage Mutant Ninja Turtles: The Manhattan Missions
Teenage Mutant Ninja Turtles: The Manhattan Missions — компьютерная игра для PC (MS-DOS) во вселенной «черепашек-ниндзя», выпущенная в 1991 году.

## Геймплей

Скриншот игры, представлены два игрока. Здесь Донателло и Микеланджело противостоят роботы Крысоловы.

Целью игры является выполнение ряда миссий, выполненных в форме платформера и скроллера, что необходимо для нахождения Шреддера и финальной битвы с ним. Геймплей в некоторой степени схож с оригинальным «Принцем персии». Между выполнением миссий черепашки могут отдыхать, восстанавливая здоровье, однако время, за которое они должны найти и обезвредить Шреддера, ограничено. Игра приспособлена к управлению клавиатурой, поэтому для переключения между режимами боя и ходьбы используется отдельная клавиша. Также черепашки могут быть вооружены или убирать своё оружие. Каждая черепашка при себе имеет своё уникальное оружие и некоторое количество «звездочек». С помощью клавиши Enter черепашка атакует, а клавиша Пробел используется для защиты от ударов, при этом клавишами направлений выбирается сторона, с которой необходима защита.

## Особенности сеттинга
В первую очередь Manhattan Missions выделяется своей более взрослой направленностью с атмосферой, нежели другие игры вселенной TMNT того времени. Игра основана в первую очередь на оригинальных комиксах от Mirage Studios, тогда как другие игры основаны на материалах мультсериала 1987 года. Сюжет игры в свободной форме повторяет сюжет первого выпуска оригинальных комиксов. Так, например, заглавный экран игры является довольно точной копией известного разворота (2-3 страницы) первого номера оригинальных комиксов. Несмотря на использование в игре повязок различных цветов, персонажи лишены крупных глаз и счастливого выражения на лицах из мультсериала. Одним из первых слов, сказанных черепашками в игре, стало «пицца» как и в фильме 1990 года, в отличие от комиксов, где таковым стало слово «Сплинтер».
Другими элементами из комиксов Mirage Studios и фильма стало красное одеяние Шреддера, показанное в фильме и основанное на сюжетной линии Return to New York из комиксов; форма одежды клана Фут; Трицератоны; внешний вид учителя Сплинтера; использование Татсу — персонажа, придуманного специально для фильма; частые отсылки к мафии. Прямых отсылок к мультсериалу очень мало, это разноцветные повязки черепашек, использование Рокстеди и Бибопа в качестве боссов, белая раса доктора Бакстера Стокмана.
Эйприл О’Нил остается тележурналистом как показано в мультсериале и фильме. Хоть ее одежда больше соответствует образу из мультсериала, ее лицо напоминает образ, созданные Пейдж Турко в фильме. Сцена спасения Эйприл от захватчиков клана Фут схожа с аналогичной сценой из фильма.
Стоит отметить, что в данной игре значительную роль играет Кейси Джонс, также как в оригинальных комиксах от Mirage Studios и в фильме. Это первая игра во вселенной TMNT, где он играет значительную роль, спасая черепашек, когда у них заканчивается энергия.